# تام استولتمن
تام استولتمن (زاده ۳۰ مه ۱۹۹۴) یک ورزشکار رشته قویترین مردان حرفه ای، و اهل بریتانیایی است که دو بار قوی‌ترین مرد جهان و قوی‌ترین مرد بریتانیا  انتخاب شده‌است استولتمن با نام مستعار "آلباتروس" به دلیل بازوهای قابل توجهش، به دلیل مهارتش در مسابقات اطلس استونز، رویداد برتر مرد قوی‌ترین مردان، شناخته شده‌است. در سال ۲۰۲۰، استولتمن رکورد جهانی بلند کردن ۵ قطعه بتن غول پیکر ۱۰۰–۱۸۰-کیلوگرم (۲۲۰–۴۰۰-پوند) و توپ بتنی را در ۱۶٫۰۱ ثانیه دارد. او همچنین رکورد جهانی سنگین‌ترین سنگ اطلسی را که تا کنون از روی سکو به وزن ۲۸۶ کیلوگرم (۶۳۱ پوند) بلند شده‌است، دارد. .
در ۲۰ ژوئن ۲۰۲۱، استولتمن برنده مسابقه قویترین مردان جهان شد و اولین مردی از اسکاتلند بود که برنده قویترین مردان جهان می‌شد و پنجمین فرد بریتانیایی بود که این کار را انجام داد. در ۲۹ مه ۲۰۲۲، استولتمن برنده قویترین مردان جهان در سال ۲۰۲۲ شد، و تنها دومین بریتانیایی بود که دو عنوان قهرمانی را به دست آورد، ۳۷ سال بعد از چف کیپس وی اولین بریتانیایی بود که عناوین پی در پی را به دست آورد. در سال ۲۰۲۴ برای سومین بار قهرمان قوی ترین مردان جهان شد.

## اوایل زندگی
استولتمن در سن ۵ سالگی به اوتیسم مبتلا شد و در مدرسه ابتدایی نیومور و آکادمی اینورگوردون در ارتفاعات اسکاتلند تحصیل کرد و در آنجا اشتیاق خود را به بازی فوتبال افزایش داد. به دلیل بازی در تیم فوتبال مدرسه، استولتمن به جوانان راس کانتی و رنجرز دعوت شد تا برای آزمایشات آماده شوند. استولتمن با الهام از موفقیت لوک به عنوان قوی‌ترین مرد اسکاتلند، در سن ۱۶ سالگی توجه خود را به تمرین با وزنه در باشگاه محلی معطوف کرد. در عرض یک سال، او چنان استعدادی نشان داد که لوک تصمیم گرفت او را زیر بال خود بگیرد و او را از طریق آموزش‌های پیشرفته برای قدرتمند شدن راهنمایی کند.